# Draba alyssoides
Draba alyssoides là một loài thực vật có hoa trong họ Cải. Loài này được Humb. & Bonpl. ex DC. mô tả khoa học đầu tiên năm 1821.